# Bolszaja Szormanga
Bolszaja Szormanga (ros. Большая Шорманга) – wieś (sieło) w Rosji, w rejonie czerepowieckim obwodu wołogodzkiego. W 2010 liczyła 4 mieszkańców.